# Mont Schopf
Pour les articles homonymes, voir Schopf.
Le mont Schopf est le point culminant du chaînon Ohio, à 2 990 m d'altitude, dans la chaîne Horlick, en Antarctique. Il est exploré par une équipe de l'United States Antarctic Research Program en décembre 1958 et nommé par l'Advisory Committee on Antarctic Names en l'honneur de James M. Schopf, géologue du Coal and Geology Laboratory à l'Institut d'études géologiques des États-Unis, qui aide les équipes de terrain en analysant les échantillons de charbon et roches dérivées récoltés sur la montagne ; il fait ensuite partie de l'équipe de l'USARP en 1961-1962.